# Technomyrmex sophiae
Technomyrmex sophiae es una especie de hormiga del género Technomyrmex, subfamilia Dolichoderinae. Fue descrita científicamente por Forel en 1902.
Se distribuye por Australia. Se ha encontrado a elevaciones de hasta 140 metros. Vive en microhábitats como troncos de árboles y la vegetación baja.